# 三市镇
三市镇，中华人民共和国湖南省岳阳市平江县下属的一个镇，位于平江县南部，钟洞水西岸。

## 建制沿革
- 1949年，为十二区（献冲办事处）三市乡；
- 1958年，属东方红公社；
- 1961年，析置三市公社；
- 1984年，改置三市乡；
- 1995年，爽口乡并入，改置三市镇。

## 行政区划
三市镇下辖1个居委会与35个行政村：
- 三眼桥居委会
- 寨上村、托田村、下坪村、低坪村、天湖村、爽口村、高和村、下沙村、中沙村、沙段村、郊沅村、郊南村、郊东村、官田村、东岸村、麦田村、马嘶村、东月村、联华村、永太村、太沅村、大洞口村、淡江村、尧塘村、三新村、肥田村、永安村、宦田村、西南村、横槎村、碛江村、白雨村、黄金村、保丰岭村、渡头村